# “GIGS” CASE OF BOØWY
『“GIGS” CASE OF BOØWY』（ギグス・ケース・オブ・ボウイ）は、日本のロックバンドであるBOØWYの3作目のライブ・アルバム。
2001年11月28日に東芝EMIのイーストワールドレーベルからリリースされた。『“LAST GIGS”』（1988年）以来およそ13年振りとなるライブ・アルバムであり、プロデュースは土屋浩が担当している。
1987年7月31日のワールド記念ホールと、同年8月7日の横浜文化体育館での2日間行われた4時間に及ぶライブから収録されている。元々はライブ・ビデオ『“GIGS” CASE OF BOØWY』（1987年）としてVHSおよびβで全4巻、LD全2枚組がリリースされており、本作はLD版を音源化したものである。ただし、「INSTANT LOVE」のみがLD版には収録されてないためVHSおよびβ版に収録されていた音源を収録している。
本作はオリコンアルバムチャートにおいて最高位第3位となり、売り上げ枚数は20万枚を超えたため日本レコード協会からゴールド認定を受けている。後に演奏された全曲目を両日から抜粋した『“GIGS” CASE OF BOØWY COMPLETE』（2007年）、両公演の全音源を収録した『“GIGS” CASE OF BOØWY -THE ORIGINAL-』（2017年）、公演日ごとに個別に分けられた『"GIGS" CASE OF BOØWY at Kobe』および『"GIGS" CASE OF BOØWY at Yokohama』がリリースされた。
本稿では、『“GIGS” CASE OF BOØWY COMPLETE』、『“GIGS” CASE OF BOØWY -THE ORIGINAL-』についても記載する。

## 背景
4枚目のアルバム『JUST A HERO』（1986年）をリリースしたBOØWYメンバーはその完成度に満足し、「チャート1位を狙う」という商業面の成功を目指して制作した5枚目のアルバム『BEAT EMOTION』（1986年）をリリースすることとなった。同作はオリコンチャートにて初登場第1位を獲得し、リリース当時は売り上げ枚数が52万枚でヒット作となった。その後同作を受けたコンサートツアー「ROCK’N ROLL CIRCUS TOUR」全37公演を全国各地で行っていたBOØWYであったが、12月16日の長野市民会館公演終了後にホテルのバーにメンバー全員が集まり解散に関しての話し合いが行われた。発端となったのは布袋寅泰が日本国外での活動やデヴィッド・ボウイとの共演という希望を叶えるため、バンド脱退を申し出たことであった。この時点ではとりあえず休暇を取りその後にもう1枚アルバムを制作するという内容で落着することとなった。しかしツアー最終日となった1987年2月24日の日本武道館公演終了後、マネージャーである土屋浩に召集を掛けられたメンバーは表参道にあるブルーミン・バーに集合し、事務所プロデューサーであった糟谷銑司に解散する意向であることを報告した。
同年7月22日には6枚目のシングル「Marionette -マリオネット-」をリリースしオリコンチャートにてシングルとしては初の初登場第1位を獲得。7月31日の神戸ワールド記念ホールおよび8月7日の横浜文化体育館ではデビュー以来のほぼ全ての楽曲を演奏するという4時間に及ぶ長時間ライブ「“GIGS” CASE OF BOØWY」を敢行。9月5日には6枚目のアルバム『PSYCHOPATH』（1987年）をリリースし、同作を受けたコンサートツアー「BOØWY ROCK'N'ROLL REVIEW DR.FEELMAN'S PSYCHOPATHIC HEARTS CLUB BAND TOUR」の最終日となる12月24日の渋谷公会堂公演にて氷室京介から解散宣言が出され、BOØWYはその歴史に幕を閉じる事になった。翌1988年の4月4日および4月5日には最終公演となる「“LAST GIGS”」が東京ドームにて開催され、およそ10万人を動員した。

## 録音、構成
本作には1987年7月31日の神戸ワールド記念ホール公演および8月7日の横浜文化体育館公演の模様が収録されている。デビュー以来の全ナンバーを演奏するという内容はマネージャーであった土屋からリクエストされた企画であり、高橋まことは自著『スネア』において「前代未聞の画期的なイベントだった」と述べている。しかし、当初氷室は「なんで今頃『MORAL』の曲を歌わなきゃいけないんだ?」と同イベントに否定的であった。土屋は後にデビュー以来のほぼ全曲を演奏するというスタッフサイドの無謀な提案をメンバーが受諾した背景には、「どこかに解散を見据えていたからだったかも知れない」と述べている。高橋は「解散という前提があった上で成立したイベントだった」と述べたほか、「BOØWYとしての軌跡を自分たちで再確認できたのは、凄く意義深いことだったと思う」とも述べている。結果として、ライブ当日にはコンサートの形態を崩さない限りそれまでにリリースした楽曲を出来る限り数多く演奏するという形で行われることが決定した。また、当日の衣装はオンワード樫山がスタイリストとして契約していたジャン＝ポール・ゴルチエが担当することとなった。
当日は1枚目のアルバム『MORAL』（1982年）の収録曲も演奏され、SEとして「INTRODUCTION」が流された後に「IMAGE DOWN」から本格的に演奏が開始された。「RATS」の演奏前には氷室が「この曲はいつか沢山の人の前でやりたいと思ってた」とMCを行い、「NO. NEW YORK」を演奏して第一部は終了した。30分の休憩後、第二部は「DANCING IN THE PLEASURE LAND」から開始された。第一部では全員がスーツ姿であったが、第二部ではタンクトップ姿で登場した。この時にはまだリリースされていなかった楽曲として、「PLASTIC BOMB」および「RENDEZ-VOUS」が演奏された。第二部は「DREAMIN'」の演奏で終了し、その後アンコールとして「BEAT SWEET」「BLUE VACATION」「ONLY YOU」「ON MY BEAT」が演奏されて公演は終了となった。

## リリース、チャート成績
2日間に亘って行われた「“GIGS” CASE OF BOØWY」の模様はVHSおよびβにてライブ・ビデオ『“GIGS” CASE OF BOØWY』として1987年10月5日に全4巻でリリースされ、当日演奏された全39曲の内27曲が収録された。その後、同年11月にはLDとしてもリリースされたが、VHSおよびβ版に収録されていた「INSTANT LOVE」が未収録となっている。
その後BOØWY結成20周年企画「21st Century 20th Anniversary」の第一弾として、2001年10月27日にライブ・ビデオ『"LAST GIGS"』がリリース、第二弾として同年11月28日にライブDVD『“GIGS” CASE OF BOØWY』がリリースされ、同時にライブ・アルバムとして音源のみを収録した本作がリリースされた。本作はオリコンアルバムチャートにおいて最高位第3位の登場回数10回で、売り上げ枚数は26.4万枚となった。この売り上げ枚数はBOØWYのアルバム売上ランキングにおいて第8位となっている。

## 批評
| 専門評論家によるレビュー                   | 専門評論家によるレビュー |
| レビュー・スコア                           | レビュー・スコア         |
| 出典                                       | 評価                     |
| ------------------------------------------ | ------------------------ |
| CDジャーナル                               | 肯定的                   |
| 別冊宝島1322 音楽誌が書かないJポップ批評43 | 肯定的                   |

本作に関して音楽情報サイト『CDジャーナル』では映像作品としてのみリリースされていた作品のライブ音源であり、過去にライブ音源としてリリースされていない楽曲が12曲含まれていることを肯定的に評価、音楽誌『別冊宝島1322 音楽誌が書かないJポップ批評43 21世紀のBOØWY伝説』において社会学者の永井純一は、初期楽曲のライブバージョンが聴けるのは本作しかないとして肯定的に評価している。

## “GIGS” CASE OF BOØWY COMPLETE
『“GIGS” CASE OF BOØWY COMPLETE』（ギグス・ケース・オブ・ボウイ・コンプリート）は、日本のロックバンドであるBOØWYの5作目のライブ・アルバム。
2007年12月24日にEMIミュージック・ジャパンのイーストワールドレーベルからリリースされた。1987年7月31日の神戸ポートピア・ワールド記念ホールと、8月7日の横浜文化体育館での2日間行われた4時間に及ぶライブから収録されている。ビデオ化を想定したライヴでもあり同年10月5日にビデオテープで計27曲が発表され、2001年にはCD化されていた。本作では両日で演奏された全39曲から抜粋して収録されている。
本作はオリコンアルバムチャートにおいて最高位第18位の登場回数10回で、売り上げ枚数は4.9万枚となった。また、2012年にリリースされたBlu-spec CD2版は最高位第72位の登場回数2回で、売り上げ枚数は0.3万枚となった。それぞれの売り上げ枚数はBOØWYのアルバム売上ランキングにおいて通常CD版が第20位、Blu-spec CD2版が第30位となっている。

### 構成
2007年に開始されたプロジェクト「20th Anniversary From Broken 2007-2008」の一環として、ボックス・セット『“GIGS” BOX』と共にこのCD版も発売された（基本的にDVD版と同編集）。
既発の『“GIGS” CASE OF BOØWY』では収録されなかった11曲を追加し、全39曲を収録しておりセットリストを再現している。
『“GIGS” CASE OF BOØWY』は1987年当時のビデオ用にミックスされた音源をリマスターしたものであったが、このコンプリート版では改めてリミックスが施された。
収録されている音源は基本的には、
DISC 1　1. INTRODUCTION　　2. IMAGE DOWN　　14. B・BLUE　　17. NO. NEW YORK
 DISC 2　1. B・E・L・I・E・V・E　　6. LET’S THINK　　8. PLASTIC BOMB　　9. MARIONETTE　　16. BEAT SWEET
の9曲が横浜文化体育館、それ以外の30曲は、神戸ポートピア・ワールド記念ホールのものを使用している。

### リリース
2007年12月24日にEMIミュージック・ジャパンのイーストワールドレーベルからCD3枚組でリリースされた。1部、2部、アンコールでそれぞれ3枚に分けられている。2012年12月24日に発売されたBlu-spec CD2盤では全体の収録曲数は変更せず各ディスクの収録曲数を調整することでCD2枚組としている。
初回生産分は限定スペシャルBOX仕様で、紙ジャケット仕様のCD3枚セットとなっている。初回封入特典として、『“GIGS”CASE OF BOØWY ツアーパンフレット』復刻版（CDブックレットサイズ） ・『“GIGS”CASE OF BOØWY ツアーパンフレット』完全復刻版（B3サイズ）プレゼント応募ハガキが封入された。また、同日には期間生産限定商品として、オリジナル・アルバムのほかにベスト・アルバムやトリビュート・アルバムを含めた10作品が紙ジャケット仕様で再リリースされた。

## “GIGS” CASE OF BOØWY -THE ORIGINAL-
『“GIGS”CASE OF BOØWY -THE ORIGINAL-』（ギグス・ケイス・オブ・ボウイ・ジ・オリジナル）は、日本のロックバンドであるBOØWYの8作目のライブ・アルバム。
2017年8月7日に、BOØWYデビュー35周年アニバーサリー・リリース第2弾としてユニバーサルミュージックジャパンからリリースされた。1987年7月31日の神戸ポートピア・ワールド記念ホール公演と、同年8月7日横浜文化体育館公演の模様を収録したライブ・アルバムであり、以前にリリースされた『GIGS”CASE OF BOØWY』（2001年）では両日に演奏された全27曲、『“GIGS” CASE OF BOØWY COMPLETE』（2007年）が両日からの抜粋で全39曲収録していたのに対し、本作では両日演奏された全曲が収録されている。
本作のオリコンアルバムチャートにおける最高順位は『THE ORIGINAL』が第6位で登場回数5回、『at KOBE』が第44位で登場回数4回、『at YOKOHAMA』が第36位で登場回数5回となった。同チャートのBOØWYアルバム売上ランキングにおいて、『-THE ORIGINAL-』が第22位、『at KOBE』が第28位、『at YOKOHAMA』が第26位となっている。

### 構成・リリース
「“GIGS”CASE OF BOØWY」は“BOOWYのレパートリー全てを演奏する”というコンセプトのもと実施された公演で、約4時間かけて全39曲が演奏された。
当時リリースされたライブ・ビデオ『“GIGS” CASE OF BOØWY 』（1987年）に収録された27曲を音源化したライブ・アルバム『“GIGS” CASE OF BOØWY』（2001年）がリリースされ、また同作には収録されなかった12曲を追加しセットリストを再現した『“GIGS” CASE OF BOØWY COMPLETE』（2007年）がリリースされたが、いずれも神戸・横浜両公演のいずれかの音源が収録されていた。
本作では、神戸・横浜両公演で演奏された音源全78曲を収録しセットリストを完全再現。両公演の音源は、坂元達也によって全曲改めてトラックダウンおよびリマスタリングが施され収録されている。本作のリリースに先駆け、JR高崎駅には「BOØWY 20170807 #BOOWY0807」と記載されたポスターが掲出されたほか、公式サイトのトップ画面においても同様の告知が出され、SNSにおいて話題となった結果Twitterにてトレンドワード第1位を獲得した。
販売形態は、神戸公演のみ収録したCD2枚組『"GIGS" CASE OF BOØWY at Kobe』、横浜公演のみ収録したCD2枚組『"GIGS" CASE OF BOØWY at Yokohama』、『at Kobe』・『at Yokohama』のCD4枚組に特製Tシャツとステッカーが付属した完全限定盤スペシャルボックス『"GIGS" CASE OF BOΦWY -THE ORIGINAL-』となっている。リリースに伴い、同年7月31日には神戸SLOPE、8月7日には横浜O-SITEにてそれぞれ神戸・横浜公演の模様を上映するイベントが開催され、司会のふくりゅうによる解説が行われた。その他、本作のリリースに合わせてデビュー35周年特設サイトおよびTwitterアカウントが開設され、Twitterにおいては公演当時にTwitterがあったとする仮想実況企画が実施された。
2018年2月27日、日本レコード協会より発表された「第32回 日本ゴールドディスク大賞」で特別賞を受賞した。

## 収録曲

### “GIGS” CASE OF BOØWY
- CDブックレットに記載されたクレジットを参照[42]。

| #         | タイトル                           | 作詞             | 作曲      | 時間  |
| --------- | ---------------------------------- | ---------------- | --------- | ----- |
| 1.        | 「INTRODUCTION ～ IMAGE DOWN」     | 氷室京介         | 布袋寅泰  | 4:10  |
| 2.        | 「BABY ACTION」                    | 氷室京介         | 布袋寅泰  | 3:07  |
| 3.        | 「MORAL」                          | 氷室京介         | 氷室京介  | 2:34  |
| 4.        | 「BAD FEELING」                    | 氷室京介、高橋信 | 布袋寅泰  | 4:33  |
| 5.        | 「LIKE A CHILD」                   | 松井恒松         | 布袋寅泰  | 4:36  |
| 6.        | 「THIS MOMENT」                    | 氷室京介         | 布袋寅泰  | 5:34  |
| 7.        | 「わがままジュリエット」           | 氷室京介         | 氷室京介  | 4:45  |
| 8.        | 「1994 -LABEL OF COMPLEX-」        | 氷室京介         | 布袋寅泰  | 4:07  |
| 9.        | 「BLUE VACATION」                  | 氷室京介         | 布袋寅泰  | 3:04  |
| 10.       | 「LONDON GAME」                    | 氷室京介         | 布袋寅泰  | 3:24  |
| 11.       | 「INSTANT LOVE」                   | 氷室京介         | 布袋寅泰  | 4:07  |
| 12.       | 「NO. NEW YORK」                   | 深沢和明         | 布袋寅泰  | 4:27  |
| 13.       | 「ホンキー・トンキー・クレイジー」 | BOØWY            | BOØWY     | 4:27  |
| 14.       | 「ON MY BEAT」                     | 氷室京介         | 布袋寅泰  | 3:15  |
| 合計時間: | 合計時間:                          | 合計時間:        | 合計時間: | 56:10 |

- CDブックレットに記載されたクレジットを参照[43]。

| #         | タイトル                                  | 作詞                       | 作曲      | 時間  |
| --------- | ----------------------------------------- | -------------------------- | --------- | ----- |
| 1.        | 「DANCING IN THE PLEASURE LAND」          | 氷室京介                   | 布袋寅泰  | 4:59  |
| 2.        | 「FUNNY-BOY」                             | 氷室京介、高橋信、松井恒松 | 布袋寅泰  | 4:17  |
| 3.        | 「PLASTIC BOMB」                          | 氷室京介                   | 布袋寅泰  | 2:42  |
| 4.        | 「MARIONETTE」                            | 氷室京介                   | 布袋寅泰  | 3:31  |
| 5.        | 「B・E・L・I・E・V・E」                   | 氷室京介                   | 布袋寅泰  | 3:43  |
| 6.        | 「CLOUDY HEART」                          | 氷室京介                   | 氷室京介  | 4:20  |
| 7.        | 「WORKING MAN」                           | 松井恒松                   | 布袋寅泰  | 2:44  |
| 8.        | 「B・BLUE」                               | 氷室京介                   | 布袋寅泰  | 3:22  |
| 9.        | 「SUPER-CALIFRAGILISTIC-EXPIARI-DOCIOUS」 | 布袋寅泰                   | 布袋寅泰  | 2:38  |
| 10.       | 「JUSTY」                                 | 氷室京介                   | 布袋寅泰  | 3:44  |
| 11.       | 「ONLY YOU」                              | 氷室京介                   | 布袋寅泰  | 4:57  |
| 12.       | 「BEAT SWEET」                            | 氷室京介                   | 布袋寅泰  | 4:36  |
| 13.       | 「DREAMIN'」                              | 布袋寅泰、松井五郎         | 布袋寅泰  | 4:41  |
| 合計時間: | 合計時間:                                 | 合計時間:                  | 合計時間: | 50:14 |

### “GIGS” CASE OF BOØWY COMPLETE

#### 通常CD盤
| #         | タイトル                 | 作詞             | 作曲      | 時間  |
| --------- | ------------------------ | ---------------- | --------- | ----- |
| 1.        | 「INTRODUCTION」         |                  | 布袋寅泰  | 0:33  |
| 2.        | 「IMAGE DOWN」           | 氷室京介         | 布袋寅泰  | 3:32  |
| 3.        | 「BABY ACTION」          | 氷室京介         | 布袋寅泰  | 3:05  |
| 4.        | 「RATS」                 | 氷室京介         | 氷室京介  | 2:38  |
| 5.        | 「MORAL」                | 氷室京介         | 氷室京介  | 2:32  |
| 6.        | 「GIVE IT TO ME」        | 氷室京介         | 氷室京介  | 3:25  |
| 7.        | 「"16"」                 | 氷室京介         | 布袋寅泰  | 3:50  |
| 8.        | 「THIS MOMENT」          | 氷室京介         | 布袋寅泰  | 5:32  |
| 9.        | 「わがままジュリエット」 | 氷室京介         | 氷室京介  | 4:43  |
| 10.       | 「BAD FEELING」          | 氷室京介、高橋信 | 布袋寅泰  | 4:32  |
| 11.       | 「LIKE A CHILD」         | 松井恒松         | 布袋寅泰  | 4:35  |
| 12.       | 「OH! MY JULLY PartI」   | 氷室京介         | 布袋寅泰  | 3:49  |
| 13.       | 「WORKING MAN」          | 松井恒松         | 布袋寅泰  | 2:41  |
| 14.       | 「B・BLUE」              | 氷室京介         | 布袋寅泰  | 3:21  |
| 15.       | 「TEENAGE EMOTION」      | 氷室京介         | 布袋寅泰  | 3:54  |
| 16.       | 「LONDON GAME」          | 氷室京介         | 布袋寅泰  | 3:23  |
| 17.       | 「NO. NEW YORK」         | 深沢和明         | 布袋寅泰  | 4:23  |
| 合計時間: | 合計時間:                | 合計時間:        | 合計時間: | 60:28 |

| #         | タイトル                                  | 作詞                       | 作曲      | 時間  |
| --------- | ----------------------------------------- | -------------------------- | --------- | ----- |
| 1.        | 「DANCING IN THE PLEASURE LAND」          | 氷室京介                   | 布袋寅泰  | 4:57  |
| 2.        | 「ROUGE OF GRAY」                         | 氷室京介                   | 布袋寅泰  | 2:43  |
| 3.        | 「RUNAWAY TRAIN」                         | 氷室京介                   | 布袋寅泰  | 3:20  |
| 4.        | 「B・E・L・I・E・V・E」                   | 氷室京介                   | 布袋寅泰  | 3:42  |
| 5.        | 「CLOUDY HEART」                          | 氷室京介                   | 氷室京介  | 4:16  |
| 6.        | 「INSTANT LOVE」                          | 氷室京介                   | 布袋寅泰  | 4:06  |
| 7.        | 「FUNNY-BOY」                             | 氷室京介、高橋信、松井恒松 | 氷室京介  | 4:14  |
| 8.        | 「MY HONEY」                              | 氷室京介                   | 布袋寅泰  | 5:10  |
| 9.        | 「LET'S THINK」                           | 氷室京介                   | 布袋寅泰  | 4:04  |
| 10.       | 「1994 -LABEL OF COMPLEX-」               | 氷室京介                   | 布袋寅泰  | 4:05  |
| 11.       | 「PLASTIC BOMB」                          | 氷室京介                   | 布袋寅泰  | 2:40  |
| 12.       | 「MARIONETTE」                            | 氷室京介                   | 布袋寅泰  | 3:27  |
| 13.       | 「RENDEZ-VOUS」                           | 氷室京介                   | 布袋寅泰  | 3:44  |
| 14.       | 「SUPER-CALIFRAGILISTIC-EXPIARI-DOCIOUS」 | 布袋寅泰                   | 布袋寅泰  | 2:38  |
| 15.       | 「ハイウェイに乗る前に」                  | 氷室京介、松井五郎         | 氷室京介  | 3:38  |
| 16.       | 「JUSTY」                                 | 氷室京介                   | 布袋寅泰  | 3:39  |
| 17.       | 「ホンキー・トンキー・クレイジー」        | BOØWY                      | BOØWY     | 4:26  |
| 18.       | 「DREAMIN'」                              | 布袋寅泰、松井五郎         | 布袋寅泰  | 4:33  |
| 合計時間: | 合計時間:                                 | 合計時間:                  | 合計時間: | 69:22 |

| #         | タイトル          | 作詞      | 作曲      | 時間  |
| --------- | ----------------- | --------- | --------- | ----- |
| 1.        | 「BEAT SWEET」    | 氷室京介  | 布袋寅泰  | 4:46  |
| 2.        | 「BLUE VACATION」 | 氷室京介  | 布袋寅泰  | 3:04  |
| 3.        | 「ONLY YOU」      | 氷室京介  | 布袋寅泰  | 4:45  |
| 4.        | 「ON MY BEAT」    | 氷室京介  | 布袋寅泰  | 3:15  |
| 合計時間: | 合計時間:         | 合計時間: | 合計時間: | 15:50 |

#### Blu-spec CD2盤
- CDブックレットに記載されたクレジットを参照[44]。

| #         | タイトル                         | 作詞             | 作曲      | 時間  |
| --------- | -------------------------------- | ---------------- | --------- | ----- |
| 1.        | 「INTRODUCTION」                 |                  | 布袋寅泰  | 0:35  |
| 2.        | 「IMAGE DOWN」                   | 氷室京介         | 布袋寅泰  | 3:34  |
| 3.        | 「BABY ACTION」                  | 氷室京介         | 布袋寅泰  | 3:07  |
| 4.        | 「RATS」                         | 氷室京介         | 氷室京介  | 2:39  |
| 5.        | 「MORAL」                        | 氷室京介         | 氷室京介  | 2:34  |
| 6.        | 「GIVE IT TO ME」                | 氷室京介         | 氷室京介  | 3:27  |
| 7.        | 「"16"」                         | 氷室京介         | 布袋寅泰  | 3:52  |
| 8.        | 「THIS MOMENT」                  | 氷室京介         | 布袋寅泰  | 5:34  |
| 9.        | 「わがままジュリエット」         | 氷室京介         | 氷室京介  | 4:44  |
| 10.       | 「BAD FEELING」                  | 氷室京介、高橋信 | 布袋寅泰  | 4:33  |
| 11.       | 「LIKE A CHILD」                 | 松井恒松         | 布袋寅泰  | 4:36  |
| 12.       | 「OH! MY JULLY PartI」           | 氷室京介         | 布袋寅泰  | 3:51  |
| 13.       | 「WORKING MAN」                  | 松井恒松         | 布袋寅泰  | 2:42  |
| 14.       | 「B・BLUE」                      | 氷室京介         | 布袋寅泰  | 3:23  |
| 15.       | 「TEENAGE EMOTION」              | 氷室京介         | 布袋寅泰  | 3:56  |
| 16.       | 「LONDON GAME」                  | 氷室京介         | 布袋寅泰  | 3:24  |
| 17.       | 「NO. NEW YORK」                 | 深沢和明         | 布袋寅泰  | 4:19  |
| 18.       | 「DANCING IN THE PLEASURE LAND」 | 氷室京介         | 布袋寅泰  | 4:59  |
| 19.       | 「ROUGE OF GRAY」                | 氷室京介         | 布袋寅泰  | 2:45  |
| 20.       | 「RUNAWAY TRAIN」                | 氷室京介         | 布袋寅泰  | 3:32  |
| 合計時間: | 合計時間:                        | 合計時間:        | 合計時間: | 72:06 |

| #         | タイトル                                  | 作詞                       | 作曲      | 時間  |
| --------- | ----------------------------------------- | -------------------------- | --------- | ----- |
| 1.        | 「B・E・L・I・E・V・E」                   | 氷室京介                   | 布袋寅泰  | 3:48  |
| 2.        | 「CLOUDY HEART」                          | 氷室京介                   | 氷室京介  | 4:18  |
| 3.        | 「INSTANT LOVE」                          | 氷室京介                   | 布袋寅泰  | 4:07  |
| 4.        | 「FUNNY-BOY」                             | 氷室京介、高橋信、松井恒松 | 氷室京介  | 4:16  |
| 5.        | 「MY HONEY」                              | 氷室京介                   | 布袋寅泰  | 5:11  |
| 6.        | 「LET'S THINK」                           | 氷室京介                   | 布袋寅泰  | 4:05  |
| 7.        | 「1994 -LABEL OF COMPLEX-」               | 氷室京介                   | 布袋寅泰  | 4:07  |
| 8.        | 「PLASTIC BOMB」                          | 氷室京介                   | 布袋寅泰  | 2:42  |
| 9.        | 「MARIONETTE」                            | 氷室京介                   | 布袋寅泰  | 3:28  |
| 10.       | 「RENDEZ-VOUS」                           | 氷室京介                   | 布袋寅泰  | 3:45  |
| 11.       | 「SUPER-CALIFRAGILISTIC-EXPIARI-DOCIOUS」 | 布袋寅泰                   | 布袋寅泰  | 2:39  |
| 12.       | 「ハイウェイに乗る前に」                  | 氷室京介、松井五郎         | 氷室京介  | 3:40  |
| 13.       | 「JUSTY」                                 | 氷室京介                   | 布袋寅泰  | 3:41  |
| 14.       | 「ホンキー・トンキー・クレイジー」        | BOØWY                      | BOØWY     | 4:27  |
| 15.       | 「DREAMIN'」                              | 布袋寅泰、松井五郎         | 布袋寅泰  | 4:35  |
| 16.       | 「BEAT SWEET」                            | 氷室京介                   | 布袋寅泰  | 4:46  |
| 17.       | 「BLUE VACATION」                         | 氷室京介                   | 布袋寅泰  | 3:04  |
| 18.       | 「ONLY YOU」                              | 氷室京介                   | 布袋寅泰  | 4:45  |
| 19.       | 「ON MY BEAT」                            | 氷室京介                   | 布袋寅泰  | 3:15  |
| 合計時間: | 合計時間:                                 | 合計時間:                  | 合計時間: | 74:39 |

### "GIGS" CASE OF BOØWY at Kobe
| #         | タイトル                         | 作詞             | 作曲      | 時間  |
| --------- | -------------------------------- | ---------------- | --------- | ----- |
| 1.        | 「INTRODUCTION」                 |                  | 布袋寅泰  | 0:37  |
| 2.        | 「IMAGE DOWN」                   | 氷室京介         | 布袋寅泰  | 3:32  |
| 3.        | 「BABY ACTION」                  | 氷室京介         | 布袋寅泰  | 3:27  |
| 4.        | 「RATS」                         | 氷室京介         | 氷室京介  | 2:52  |
| 5.        | 「MORAL」                        | 氷室京介         | 氷室京介  | 2:39  |
| 6.        | 「GIVE IT TO ME」                | 氷室京介         | 氷室京介  | 3:35  |
| 7.        | 「"16"」                         | 氷室京介         | 布袋寅泰  | 4:07  |
| 8.        | 「THIS MOMENT」                  | 氷室京介         | 布袋寅泰  | 5:43  |
| 9.        | 「わがままジュリエット」         | 氷室京介         | 氷室京介  | 4:45  |
| 10.       | 「BAD FEELING」                  | 氷室京介、高橋信 | 布袋寅泰  | 4:47  |
| 11.       | 「LIKE A CHILD」                 | 松井恒松         | 布袋寅泰  | 4:42  |
| 12.       | 「OH! MY JULLY PartI」           | 氷室京介         | 布袋寅泰  | 3:57  |
| 13.       | 「WORKING MAN」                  | 松井恒松         | 布袋寅泰  | 2:47  |
| 14.       | 「B・BLUE」                      | 氷室京介         | 布袋寅泰  | 3:27  |
| 15.       | 「TEENAGE EMOTION」              | 氷室京介         | 布袋寅泰  | 3:56  |
| 16.       | 「LONDON GAME」                  | 氷室京介         | 布袋寅泰  | 3:32  |
| 17.       | 「NO. NEW YORK」                 | 深沢和明         | 布袋寅泰  | 4:23  |
| 18.       | 「DANCING IN THE PLEASURE LAND」 | 氷室京介         | 布袋寅泰  | 4:56  |
| 19.       | 「ROUGE OF GRAY」                | 氷室京介         | 布袋寅泰  | 2:48  |
| 20.       | 「RUNAWAY TRAIN」                | 氷室京介         | 布袋寅泰  | 3:29  |
| 合計時間: | 合計時間:                        | 合計時間:        | 合計時間: | 74:01 |

| #         | タイトル                                  | 作詞                       | 作曲      | 時間  |
| --------- | ----------------------------------------- | -------------------------- | --------- | ----- |
| 1.        | 「B・E・L・I・E・V・E」                   | 氷室京介                   | 布袋寅泰  | 3:54  |
| 2.        | 「CLOUDY HEART」                          | 氷室京介                   | 氷室京介  | 4:22  |
| 3.        | 「INSTANT LOVE」                          | 氷室京介                   | 布袋寅泰  | 4:19  |
| 4.        | 「FUNNY-BOY」                             | 氷室京介、高橋信、松井恒松 | 氷室京介  | 4:16  |
| 5.        | 「MY HONEY」                              | 氷室京介                   | 布袋寅泰  | 5:14  |
| 6.        | 「LET'S THINK」                           | 氷室京介                   | 布袋寅泰  | 4:11  |
| 7.        | 「1994 -LABEL OF COMPLEX-」               | 氷室京介                   | 布袋寅泰  | 4:14  |
| 8.        | 「PLASTIC BOMB」                          | 氷室京介                   | 布袋寅泰  | 2:52  |
| 9.        | 「MARIONETTE」                            | 氷室京介                   | 布袋寅泰  | 3:51  |
| 10.       | 「RENDEZ-VOUS」                           | 氷室京介                   | 布袋寅泰  | 3:47  |
| 11.       | 「SUPER-CALIFRAGILISTIC-EXPIARI-DOCIOUS」 | 布袋寅泰                   | 布袋寅泰  | 2:45  |
| 12.       | 「ハイウェイに乗る前に」                  | 氷室京介、松井五郎         | 氷室京介  | 3:39  |
| 13.       | 「JUSTY」                                 | 氷室京介                   | 布袋寅泰  | 3:41  |
| 14.       | 「ホンキー・トンキー・クレイジー」        | BOØWY                      | BOØWY     | 4:39  |
| 15.       | 「DREAMIN'」                              | 布袋寅泰、松井五郎         | 布袋寅泰  | 4:49  |
| 16.       | 「BEAT SWEET」                            | 氷室京介                   | 布袋寅泰  | 4:40  |
| 17.       | 「BLUE VACATION」                         | 氷室京介                   | 布袋寅泰  | 3:04  |
| 18.       | 「ONLY YOU」                              | 氷室京介                   | 布袋寅泰  | 4:42  |
| 19.       | 「ON MY BEAT」                            | 氷室京介                   | 布袋寅泰  | 3:20  |
| 合計時間: | 合計時間:                                 | 合計時間:                  | 合計時間: | 76:19 |

### "GIGS" CASE OF BOØWY at Yokohama
| #         | タイトル                         | 作詞             | 作曲      | 時間  |
| --------- | -------------------------------- | ---------------- | --------- | ----- |
| 1.        | 「INTRODUCTION」                 |                  | 布袋寅泰  | 0:36  |
| 2.        | 「IMAGE DOWN」                   | 氷室京介         | 布袋寅泰  | 3:34  |
| 3.        | 「BABY ACTION」                  | 氷室京介         | 布袋寅泰  | 3:26  |
| 4.        | 「RATS」                         | 氷室京介         | 氷室京介  | 3:02  |
| 5.        | 「MORAL」                        | 氷室京介         | 氷室京介  | 2:46  |
| 6.        | 「GIVE IT TO ME」                | 氷室京介         | 氷室京介  | 3:37  |
| 7.        | 「"16"」                         | 氷室京介         | 布袋寅泰  | 4:11  |
| 8.        | 「THIS MOMENT」                  | 氷室京介         | 布袋寅泰  | 6:16  |
| 9.        | 「わがままジュリエット」         | 氷室京介         | 氷室京介  | 4:43  |
| 10.       | 「BAD FEELING」                  | 氷室京介、高橋信 | 布袋寅泰  | 4:41  |
| 11.       | 「LIKE A CHILD」                 | 松井恒松         | 布袋寅泰  | 4:52  |
| 12.       | 「OH! MY JULLY PartI」           | 氷室京介         | 布袋寅泰  | 3:51  |
| 13.       | 「WORKING MAN」                  | 松井恒松         | 布袋寅泰  | 2:46  |
| 14.       | 「B・BLUE」                      | 氷室京介         | 布袋寅泰  | 3:28  |
| 15.       | 「TEENAGE EMOTION」              | 氷室京介         | 布袋寅泰  | 4:05  |
| 16.       | 「LONDON GAME」                  | 氷室京介         | 布袋寅泰  | 3:27  |
| 17.       | 「NO. NEW YORK」                 | 深沢和明         | 布袋寅泰  | 4:21  |
| 18.       | 「DANCING IN THE PLEASURE LAND」 | 氷室京介         | 布袋寅泰  | 4:42  |
| 19.       | 「ROUGE OF GRAY」                | 氷室京介         | 布袋寅泰  | 2:47  |
| 20.       | 「RUNAWAY TRAIN」                | 氷室京介         | 布袋寅泰  | 3:31  |
| 合計時間: | 合計時間:                        | 合計時間:        | 合計時間: | 74:42 |

| #         | タイトル                                  | 作詞                       | 作曲      | 時間  |
| --------- | ----------------------------------------- | -------------------------- | --------- | ----- |
| 1.        | 「B・E・L・I・E・V・E」                   | 氷室京介                   | 布袋寅泰  | 3:49  |
| 2.        | 「CLOUDY HEART」                          | 氷室京介                   | 氷室京介  | 4:22  |
| 3.        | 「INSTANT LOVE」                          | 氷室京介                   | 布袋寅泰  | 4:13  |
| 4.        | 「FUNNY-BOY」                             | 氷室京介、高橋信、松井恒松 | 氷室京介  | 4:23  |
| 5.        | 「MY HONEY」                              | 氷室京介                   | 布袋寅泰  | 5:18  |
| 6.        | 「LET'S THINK」                           | 氷室京介                   | 布袋寅泰  | 4:22  |
| 7.        | 「1994 -LABEL OF COMPLEX-」               | 氷室京介                   | 布袋寅泰  | 4:06  |
| 8.        | 「PLASTIC BOMB」                          | 氷室京介                   | 布袋寅泰  | 2:50  |
| 9.        | 「MARIONETTE」                            | 氷室京介                   | 布袋寅泰  | 3:47  |
| 10.       | 「RENDEZ-VOUS」                           | 氷室京介                   | 布袋寅泰  | 4:05  |
| 11.       | 「SUPER-CALIFRAGILISTIC-EXPIARI-DOCIOUS」 | 布袋寅泰                   | 布袋寅泰  | 2:51  |
| 12.       | 「ハイウェイに乗る前に」                  | 氷室京介、松井五郎         | 氷室京介  | 3:44  |
| 13.       | 「JUSTY」                                 | 氷室京介                   | 布袋寅泰  | 3:46  |
| 14.       | 「ホンキー・トンキー・クレイジー」        | BOØWY                      | BOØWY     | 4:43  |
| 15.       | 「DREAMIN'」                              | 布袋寅泰、松井五郎         | 布袋寅泰  | 4:32  |
| 16.       | 「BEAT SWEET」                            | 氷室京介                   | 布袋寅泰  | 4:43  |
| 17.       | 「BLUE VACATION」                         | 氷室京介                   | 布袋寅泰  | 3:12  |
| 18.       | 「ONLY YOU」                              | 氷室京介                   | 布袋寅泰  | 4:48  |
| 19.       | 「ON MY BEAT」                            | 氷室京介                   | 布袋寅泰  | 3:32  |
| 合計時間: | 合計時間:                                 | 合計時間:                  | 合計時間: | 77:06 |

## スタッフ・クレジット
BOØWY
- 氷室京介 – ボーカル
- 布袋寅泰 – エレクトリック・ギター、コーラス
- 松井恒松 – ベース
- 高橋まこと – ドラムス

### “GIGS” CASE OF BOØWY
CDブックレットに記載されたクレジットを参照。
- 坂元達也 – レコーディング・エンジニア、ミキシング・エンジニア
- 小泉由香 – マスタリング・エンジニア
- SCIサウンドクリエーターズ – レコーディング設備
- カッツ三宅 – スリーブ・デザイン、アート・ディレクション

- 21st CENTURY 20th ANNIVERSARY BOØWY PROJECT TEAM
  - カッツ三宅（三宅デザインオフィス） – アート・ディレクション、デザイン
  - 永石勝 (OOO=triple-O) – アート・ディレクション、デザイン
  - 原澤和美（東芝EMI） – A&R
  - 高田浩希（東芝EMI） – A&R
  - 田村隆夫（東芝EMI） – A&R
  - 三保谷文彦（東芝EMI） – A&R
  - はせがわてつや（東芝EMI） – A&R
  - 子安次郎（東芝EMI） – A&R

- 土屋浩 (GYM the MANAGE) – プロデューサー

- 後藤由多加（ユイ音楽工房） – エグゼクティブ・プロデューサー
- 糟谷銑司 (IRc2 CORPORATION) – エグゼクティブ・プロデューサー
- 斉藤正明（東芝EMI） – エグゼクティブ・プロデューサー
- 下河辺晴三（東芝EMI） – エグゼクティブ・プロデューサー
- 行方均 – エグゼクティブ・プロデューサー

### “GIGS” CASE OF BOØWY COMPLETE
CDブックレットに記載されたクレジットを参照。
- 那須研吾（EMIミュージック・ジャパン） – A&R

- 平岡尚志（EMIミュージック・ジャパン） – A&Rマネージャー
- 野口由香（EMIミュージック・ジャパン） – A&Rマネージャー
- 原武茂孝（EMIミュージック・ジャパン） – マーケティング・マネージャー

- 坂本達也 – レコーディング・エンジニア、ミキシング・エンジニア、マスタリング・エンジニア
- SCIサウンドクリエーターズ – レコーディング設備
- 高崎昇平 – アート・ディレクション、イラストレーション、デザイン
- 小谷真之介（T&Mクリエイティブ） – パッケージ・デザイン・コーディネーション
- 假谷恵（T&Mクリエイティブ） – パッケージ・デザイン・コーディネーション

- 上山淳（EMIミュージック・ジャパン） – スーパーバイザー
- 子安次郎（EMIミュージック・ジャパン） – スーパーバイザー
- 土屋浩（アースルーフファクトリー／ユイミュージック） – プロデューサー
- 後藤由多加（ユイミュージック） – エグゼクティブ・プロデューサー
- 堂山昌司（EMIミュージック・ジャパン） – エグゼクティブ・プロデューサー
- 行方均 – エグゼクティブ・プロデューサー

- BeatNix – スペシャル・サンクス
- IRc2コーポレーション – スペシャル・サンクス
- アースルーフファクトリー – スペシャル・サンクス

## チャート、認定
| チャート         | リリース年 | タイトル                           | 最高順位 | 登場週数 | 売上数   | 規格       | 出典   |
| ---------------- | ---------- | ---------------------------------- | -------- | -------- | -------- | ---------- | ------ |
| 日本（オリコン） | 2001年     | “GIGS” CASE OF BOØWY               | 3位      | 10回     | 26.4万枚 | 2枚組CD    | [ 47 ] |
| 日本（オリコン） | 2007年     | “GIGS” CASE OF BOØWY COMPLETE      | 18位     | 10回     | 4.9万枚  | 3枚組CD    | [ 48 ] |
| 日本（オリコン） | 2012年     | “GIGS” CASE OF BOØWY COMPLETE      | 72位     | 2回      | 0.3万枚  | 2枚組BSCD2 | [ 49 ] |
| 日本（オリコン） | 2017年     | “GIGS”CASE OF BOΦWY -THE ORIGINAL- | 6位      | 5回      | -        | 4枚組CD    | [ 50 ] |
| 日本（オリコン） | 2017年     | "GIGS" CASE OF BOΦWY at Kobe       | 44位     | 4回      | -        | 2枚組CD    | [ 51 ] |
| 日本（オリコン） | 2017年     | “GIGS”CASE OF BOΦWY at Yokohama    | 36位     | 5回      | -        | 2枚組CD    | [ 52 ] |

| 国/地域 | 認定組織         | 日付       | 認定     | 売上数   | 出典   |
| ------- | ---------------- | ---------- | -------- | -------- | ------ |
| 日本    | 日本レコード協会 | 2001年11月 | ゴールド | 200,000+ | [ 2 ]  |
| 日本    | 日本レコード協会 | 2018年2月  | 特別賞   | -        | [ 28 ] |

## リリース日一覧
| No. | リリース日     | タイトル                            | レーベル                                    | 規格         | カタログ番号  | 備考                                                          | 出典          |
| --- | -------------- | ----------------------------------- | ------------------------------------------- | ------------ | ------------- | ------------------------------------------------------------- | ------------- |
| 1   | 2001年11月28日 | “GIGS” CASE OF BOØWY                | 東芝EMI／イーストワールド                   | 2枚組CD      | TOCT-24716～7 |                                                               | [ 18 ] [ 53 ] |
| 2   | 2007年12月24日 | “GIGS” CASE OF BOØWY COMPLETE       | EMIミュージック・ジャパン／イーストワールド | 3枚組CD      | TOCT-26490～2 |                                                               | [ 54 ] [ 55 ] |
| 3   | 2012年12月24日 | “GIGS” CASE OF BOØWY COMPLETE       | EMIミュージック・ジャパン／イーストワールド | 2枚組BSCD2   | TOCT-98011～2 |                                                               | [ 56 ] [ 57 ] |
| 4   | 2013年12月4日  | “GIGS” CASE OF BOØWY COMPLETE       | ユニバーサルミュージック                    | AAC-LC       | -             | デジタル・ダウンロード                                        | [ 58 ]        |
| 5   | 2013年12月4日  | “GIGS” CASE OF BOØWY COMPLETE       | ユニバーサルミュージック                    | ロスレスFLAC | -             | デジタル・ダウンロード                                        | [ 59 ]        |
| 6   | 2016年9月5日   | “GIGS” CASE OF BOØWY                | ユニバーサルミュージック                    | AAC-LC       | -             | デジタル・ダウンロード                                        | [ 60 ]        |
| 7   | 2016年9月5日   | “GIGS” CASE OF BOØWY                | ユニバーサルミュージック                    | ロスレスFLAC | -             | デジタル・ダウンロード                                        | [ 61 ]        |
| 8   | 2017年8月7日   | "GIGS" CASE OF BOΦWY at Kobe        | ユニバーサルミュージック                    | 2枚組CD      | UPCY-7336～7  |                                                               | [ 62 ] [ 63 ] |
| 9   | 2017年8月7日   | "GIGS" CASE OF BOΦWY at Kobe        | ユニバーサルミュージック                    | AAC-LC       | -             | デジタル・ダウンロード                                        | [ 64 ]        |
| 10  | 2017年8月7日   | "GIGS" CASE OF BOΦWY at Kobe        | ユニバーサルミュージック                    | ロスレスFLAC | -             | デジタル・ダウンロード                                        | [ 65 ]        |
| 11  | 2017年8月7日   | "GIGS" CASE OF BOΦWY at Yokohama    | ユニバーサルミュージック                    | 2枚組CD      | UPCY-7338～9  |                                                               | [ 66 ] [ 67 ] |
| 12  | 2017年8月7日   | "GIGS" CASE OF BOΦWY at Yokohama    | ユニバーサルミュージック                    | AAC-LC       | -             | デジタル・ダウンロード                                        | [ 68 ]        |
| 13  | 2017年8月7日   | "GIGS" CASE OF BOΦWY at Yokohama    | ユニバーサルミュージック                    | ロスレスFLAC | -             | デジタル・ダウンロード                                        | [ 69 ]        |
| 14  | 2017年8月7日   | "GIGS" CASE OF BOΦWY -THE ORIGINAL- | ユニバーサルミュージック                    | 4枚組CD      | UPCY-9704     | 特製Tシャツおよびステッカー付属の完全限定盤スペシャルボックス | [ 70 ] [ 71 ] |